# فهرست وام‌واژه‌های ترکی در فارسی

زبان‌های ترکی در چند مرحله بر زبان فارسی تأثیر گذاشته‌است. نخستین تأثیر زبان ترکی بر پارسی، در زمان حضور سربازان تُرک در ارتش سامانیان روی داد. پس از آن، در زمان فرمان‌روایی غزنویان، سلجوقیان و پس از حملهٔ مغول، تعداد بیشتری وام‌واژهٔ ترکی به زبان فارسی راه یافت؛ اما بیشترین راه‌یابی واژه‌های ترکی به زبان فارسی در زمان فرمانروایی صفویان، که ترکمانان قزلباش در تأسیس آن نقش اساسی داشتند، و قاجاریان بر ایران بود.

## پسوندها
- باشی[۱]
- چی[۲]

## وام‌واژه‌های ترکی رایج در فارسی کنونی

### آ
- آبجی[۳]؛ خواهر
- اتاق[۴]؛ سراچه، چهاردیواری
- آچار[۵]؛ دست ابزار
- آچمز[۶]؛ موقعیتی در شطرنج که مهره ای مانع از کیش جشدن مهره شاه می شود
- آذوقه[۷]؛ توشه
- آقا[۸]؛ سرور، کیا
- آلاچیق[۹]؛ سایبان
- اَپه[۱۰]؛ در فارسی تاجیکی، خواهر بزرگ‌تر
- اُتراق[۱۱]؛ توقف موقت در مسیر مسافرت
- اتو[۱۲]
- اجاق[۱۳]؛ آتشدان و خاندان
- اردک[۱۴]؛ گونه‌ای مرغابی
- الاغ[۱۵]؛ خر
- اردو[۱۶]؛ لشکرگاه، جمع شدن گروهی ورزشکار به منظور
- ارمغان[۱۷]؛ پیشکش، رهاورد
- اَکه[۱۸]؛ در فارسی تاجیکی، برادر بزرگ‌تر
- اوکه[۱۹]؛ در فارسی تاجیکی، برادر کوچک‌تر
- اوماج[۲۰]؛ آش آرد گندم
- ایل[۲۱]؛ قوم و طایفه

### ب
- باقرقره [۲۲]
- باتلاق[۲۳]؛ مرداب، تالاب
- باجناق[۲۴]؛ همریش،  شوهرهای خواهران
- بزک[۲۵]؛ آرایش
- بقچه[۲۶]؛ بسته ای که پیچیده در پارچه باشد
- بلدرچین[۲۷] پرنده‌ای از ماکیان سانان
- بنچاق[۲۸] ؛ سند، سند مالکیت
- بیات [۲۹]؛ قدیمی، مانده، کهنه
- بی‌بی[نیازمند منبع]؛ مادربزرگ، ملکه در ورق بازی.[۳۰]
- بیرق[۳۱]؛ پرچم، درفش
- بوران؛ باران یا برفی که با باد باشد.[۳۲]

### پ
- پاتوق[۳۳]؛ جایی که کسی معمولاً ساعت‌های بیکاری خود را در آن می‌گذراند.

### ت
- تپه[۳۴]
- تسمه[۳۵]؛ دوال
- تلاش[۳۶]؛ کوشش
- توتون/تُتُن[۳۷]؛ گونه‌ای گیاه مخدر
- توشک/تشک[۳۸]؛ بستر
- توی یا طوی؛ در متون فارسی ایران[۳۹] به معنی جشن وضیافت و عروسی) و در فارسی دری تاجیکستان، عروسی[۴۰]
- تغار[۴۱]؛ ظرف بزرگ سفالی که برای ذخیره مواد استفاده می شود. واحد اندازه گیری غلات در قدیم

### ج
- جار[۴۲]؛ بانگ
- جقه[۴۳]؛ زیورآلات تاج پادشاهی
- جلو[۴۴]؛ پیش‌رو

### چ
- چاپار[۴۵]؛ برید، قاصد
- چاپیدن[۴۶]؛ تیغیدن
- چاخان[۴۷]؛ لاف‌زن
- چاق[۴۸]؛ فربه
- چالش[۴۹]؛ کشمکش
- چپق[۵۰]؛ ابزار مصرف توتون
- چخماق[۵۱]؛ سنگ آتش
- چریک[۵۲]؛ پیشمرگ
- چقر[۵۳][۵۴]؛ بدبدن
- چکمه[۵۵]؛ موزه
- چلاق/چولاق[۵۶]؛ لنگ
- چماق/چوماق[۵۷]؛ گرز چوبی
- چمباتمه[۵۸]؛ نشستن که کف پا تنها روی زمین باشد.
- چیچک[۵۹]؛ گل

### خ
- خان[۶۰]؛ سالار
- خانم[۶۱]؛ بانو

### د
- داداش[۶۲]؛ برادر
- داغان[۶۳]؛ از هم پاشیده
- درنا [۶۴][۶۵]; اسم ترکی کرکی است.
- دکمه[۶۶]؛ وسیله‌ای برای بستن رخت
- دُلمه[۶۷]؛ خوراک تو پر
- دنج[۶۸]؛ خلوت و آرام
- دوز[۶۹]؛ گونه‌ای بازی
- دوقلو[۷۰]؛ فرزندان همزاد
- دیلاق[۷۱]؛ دراز و نزار
- دیلماج[۷۲]؛ ترجمان و مترجم

### س
- ساچمه[۷۳]؛ سربک، گلوله ریز
- سقّز[۷۴]؛ ژد، صمغ
- سُقُلمه[۷۵]؛ ضربتی که با مشت به پهلوی کسی زنند.
- سنجاق[۷۶]؛ گونه‌ای سوزن ته گرد
- سورتمه[۷۷]؛ گردونه برف
- سورچي[۷۸][۷۹]؛ گردونه ران
- سوگلی[۸۰]؛ برگزیده

### ش
- شیشلیک[۸۱]؛ گونه‌ای کباب

- شلوغ[۸۲]؛ ازدحام جمعیت. نا منظم. بی مبالات

### ط
- طرلان[۸۳]؛ پرنده شکاری از گروه بازها و بزرگ‌تر از قرقی، شاه‌باز

### ف
- فنر[۸۴]؛ فلز ارتجاع‌پذیر

### ق
- قابلمه[۸۵]؛ دیگ، کماجدان
- قاپو[۸۶]؛ در دروازه. برای مثال در عالی قاپو
- قاپوق/قابوق[۸۷]؛ تخته‌بند، نام وسیله‌ای برای شکنجه بوده‌است.
- قاپیدن[۸۸]؛ قاپ زدن؛ ربودن
- قاچ[۸۹]؛ برش
- قاچاق[۹۰]؛ فروش و حمل غیرقانونی
- قاشق[۹۱]؛  کفچک
- قاق[۹۲] ؛در فارسی افغانستان به معنی خشک کاربرد دارد.
- قالپاق[۹۳]؛ چرخپوش، کاسه ای فلزی که در وسط چرخ خودرو تعبیه می‌شود.
- قانغوزک[۹۴]؛ رایج در فارسی افغانستان، سوسک
- قایق[۹۵]؛ ناوچه
- قبراق[۹۶]؛ چابک/چالاک
- قبرغه[۹۷][۹۸]؛ استخوان پهلو، دنده، در فارسی افغانستان رایج است.
- قدغن/قدغن/غدغن[۹۹]؛ ممنوع
- قرامساق[۱۰۰]؛ گونه‌ای دشنام
- قرقی[۱۰۱]؛ گونه‌ای پرنده باز
- قرمه[۱۰۲]؛ گونه‌ای خورش
- قره قوروت[۱۰۳]؛ کشک سیاه
- قره‌نی[۱۰۴]؛ گونه‌ای نی بزرگ
- قروتی[۱۰۵]؛ گونه‌ای آش
- قشقرق[۱۰۶]؛ آشوب
- قشلاق[۱۰۷]؛ گرمسیر
- قشون[۱۰۸]؛ سپاه، لشگر
- قلچماق[۱۰۹]؛ گردن‌کلفت
- قلاش[۱۱۰]؛ نیرنگباز
- قلاووز[۱۱۱]؛ سواران دیدبان
- قلدر[۱۱۲]؛ زورگو
- قنداق[۱۱۳]؛ چوب تفنگ، رخت نوزاد
- قمچی/قمچین[۱۱۴][۱۱۵]؛ به معنی شلاق یا تازیانه در فارسی افغانستان کاربرد دارد.
- قوچ[۱۱۶]؛ راک
- قورباغه[۱۱۷]؛ وزغ، غوک
- قورت دادن[۱۱۸]؛ بلعیدن
- قوروت/قُروت[۱۱۹]؛ کشک
- قوش[۱۲۰]؛ باز شکاری
- قمه [۱۲۱]
- قوطی[۱۲۲]؛ گونه‌ای ظرف
- قیچی[۱۲۳]؛ دوکارد
- قیماق: به معنی خامه در فارسی افغانستان رایج است[۱۲۴]
- قیمه[۱۲۵]؛ گوشت‌ریزه

### ک
- کاکوتی[۱۲۶]؛ آویشن
- کرنش[۱۲۷]؛ سرفرود آوردن
- کشیک[۱۲۸]؛ نگهبانی
- کمک[۱۲۹]؛ یاری
- کوچ[۱۳۰]؛ جابه‌جایی عشایر
- کولاک؛ طوفان شدید
- کول[۱۳۱][۱۳۲]؛ در فارسی افغانستان به معنی دریاچه

### گ
- گزمه[۱۳۳]؛ شبگرد
- گلَنگِدن[۱۳۴]؛ بخشی از تفنگ که فشنگ را نگه می‌دارد.

### و
- ولسوال: در فارسی افغانستان، فرماندار شهرستان[۱۳۵]
- ولسوالی: در فارسی افغانستان، شهرستان[۱۳۶]

### ی
- یاتاقان[۱۳۷]؛ بستر، جایگاه
- یاغی[۱۳۸]؛ سرکش، نافرمان
- یدک[۱۳۹][۱۴۰]؛ دنباله، پالاد
- یساول (درجه نظامی)[۱۴۱]؛ ملازم سواره
- یغما[۱۴۲]؛ تاراج
- یقه/یخه[۱۴۳]؛ لبه پیراهن، گریبان
- ینگه[۱۴۴]؛ در فارسی افغانستان، خانم‌برادر
- یواش[۱۴۵]؛ آهسته
- یورتمه[۱۴۶]؛ چارگامه
- یورش[۱۴۷]؛ حمله
- یونجه[۱۴۸]؛ گونه‌ای گیاه
- ییلاق[۱۴۹]؛ سردسیر، تابستانگاه

## وام‌واژه‌های ترکی در لهجهٔ گفتاری تهرانی
بیشتر این واژه‌ها از زمان فرمانروایی قاجارها در ایران و به ویژه در لهجه تهرانی راه یافته‌است و در فارسی دری افغانستان و تاجیکستان ناآشناست.

### آ
- اُغور/اوغور: دولت/وقت/خیر/برکت[۱۵۰]
- ال و بل از اِله و بِله: چنین و چنان
- ایز: رد پا[۱۵۱]
- آیزنه/یزنه: شوهر خواهر[۱۵۲]

### ب
- باسلق[۱۵۳]

### ت
- تپق[۱۵۴]
- تُخماق: جامه کوب گازران[۱۵۵]

### ج
- جیک و بوک: در اصل به معنای حالت قرار گرفتن قاپ بر پشت در قمار[۱۵۶]

### د
- دگنک: چماق[۱۵۷]
- دیرَک/تِراک/تِراکو[۱۵۸]
- دیشلمه[۱۵۹]

### س
- سپور: رفتگر[۱۶۰]
- سرتق: مُصِر/لجوج

### ش
- شلتاق: نزاع/غوغا[۱۶۱]

### غ
- غازغان: دیگ بزرگ مسی[۱۶۲]

### ق
- قاتق: چاشنی از قبیل سرکه یا ماست که به طعام توتماج درآمیزند/آمیزه[۱۶۳]
- قاتی[۱۶۴]
- قالتاق: زین اسب[۱۶۵]
- قاوت/قاووت/قاغُت: نوعی خوردنی[۱۶۶]
- قاین: برادر شوهر/برادر زن[۱۶۷]
- قرت: جرعه[۱۶۸]
- قرق/قریغ/قُرغ: محل محافظت شده[۱۶۹]
- قشو[۱۷۰]
- قلق:[۱۷۱]

### م
- مُشتلق: مژدگانی[۱۷۲]
- منجوق: سنگ‌های زینتی که بر گردن آویزند[۱۷۳]

### ی
- یالقوز: تنها/مجرد[۱۷۴]
- یزنه/یزنا: شوهر خواهر بزرگتر[۱۷۵]
- یغُر/یغور[۱۷۶]
- ینگه دنیا/ینگی دنیا: دنیای جدید/قاره آمریکا

## نام‌ها

### آ
- آغاسی/آقاسی: سرور، مهتر[۱۷۷]
- آقا/آغا: بزرگ/برادر بزرگ‌تر/عمو/رئیس[۱۷۸]
- آقاجری
- آنقوت
- آیدا: مثل ماه[۱۷۹]
- آیدین[۱۸۰]
- آیسان[۱۸۱]
- آیلین[۱۸۲]
- آیناز[۱۸۳]

### ا
- اتابک[۱۸۴]
- ارسلان[۱۸۵]
- ازبک[۱۸۶]
- افشار[۱۸۷]
- الناز[۱۸۸]
- اوزون‌برون: نام نوعی ماهی

### ب
- بایقوش
- بایندر[۱۸۹]
- بکتاش[۱۹۰]
- بلدرچین
- بیات: در اصل به معنی کهنه/قدیمی[۱۹۱]

### ت
- تِیمور[۱۹۲]

### خ
- خان‌جان[۱۹۳]
- خان‌محمد[۱۹۴]
- خزر/خُزار: نام سرزمینی از ترکان[۱۹۵]
- خلج[۱۹۶]

### د
- دلیجه

### س
- سنجر: پرنده شکاری[۱۹۷]
- سنقر[۱۹۸]
- سوگل: عشق[۱۹۹]
- سولماز: همیشه شاداب

### ط
- طغرل[۲۰۰]

### ع
- عم‌قزی: دختر عمو[۲۰۱]

### غ
- غزلاغ

### ق
- قاآن[۲۰۲]
- قرقاول:اسم یک نوع پرنده[نیازمند منبع]
- قرقی: نوعی پرنده شکاری[۲۰۳]
- قره‌غاز
- قره‌قل: یک نوع گوسفند[۲۰۴]
- قزل[۲۰۵]
- قزل‌آلا[۲۰۶]
- قوش‌بید: نام تیره‌ای از ابریشمی‌واران

### گ
- گَلین: عروس[۲۰۷]

### ل
- لاچین

### ن
- نازلی («ناز» فارسی و «لی» ترکی)

### ی
- یاشار: زیستن[۲۰۸]
- یخن‌قاق: رایج در فارسی افغانستان، پیراهن[۲۰۹]